# Bischberg
Bischberg est une commune de Bavière (Allemagne), située dans l'arrondissement de Bamberg, dans le district de Haute-Franconie.

## Jumelage
La ville de Bischberg est jumelée avec Montauban-de-Bretagne, commune française située dans le département d'Ille-et-Vilaine en région Bretagne.
Ces villes sont jumelées depuis 1987.